# Lyprauta nexilis
Lyprauta nexilis är en tvåvingeart som först beskrevs av Oskar Augustus Johannsen 1910.  Lyprauta nexilis ingår i släktet Lyprauta och familjen platthornsmyggor.
Artens utbredningsområde är Wisconsin. Inga underarter finns listade i Catalogue of Life.